# Registre (música)
El mot registre, en música, significa, en general, una manera concreta de sonar un instrument, amb el benentès que aquest instrument ho pugui fer de maneres diverses. Això dona lloc a dos significats diferents.

## Registre, vinculat a l'altura de les notes
Registre entès com el conjunt de sons que comparteixen alguna característica tímbrica i que, d'alguna manera, les diferencia de les altres. Aquests sons sempre estan relacionats entre ells per ser els més aguts o els més greus o els de la tessitura central d'un instrument. A vegades, aquests registres reben un nom simplement vinculat a l'altura d'aquests sons (registres sobreagut, agut, etc.) o, altres, amb relació a algun element que el caracteritza. Així, per exemple, en la veu humana, es parla del registre de cap, del registre de pit, ... o, en el clarinet, del registre chalumeau per analogia amb l'instrument amb el so del qual es relaciona aquest registre. Sovint, aquesta divisió en zones de l'extensió que pot practicar un instrument respon a criteris tècnics i esdevé una eina més útil per a l'instrumentista que no pas per a qui l'escolta.

## El registre en l'orgue

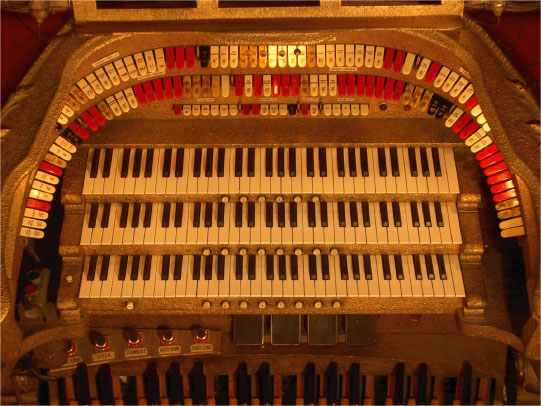
Consola d'orgue, amb registres de palanca al voltant dels teclats, de tibador a sota d'aquests, i de pedal al pedaler

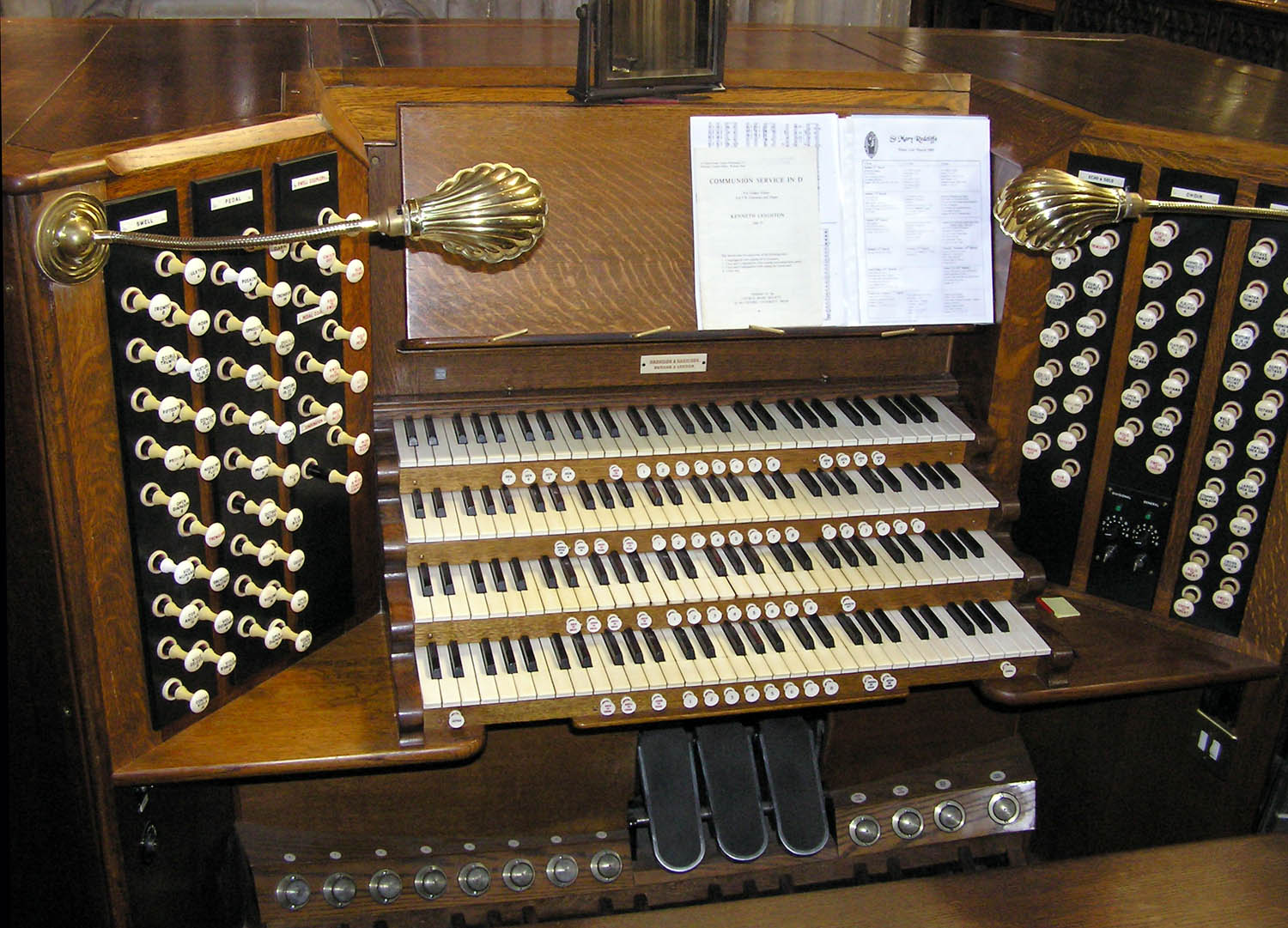
Consola d'orgue amb registres de tirador

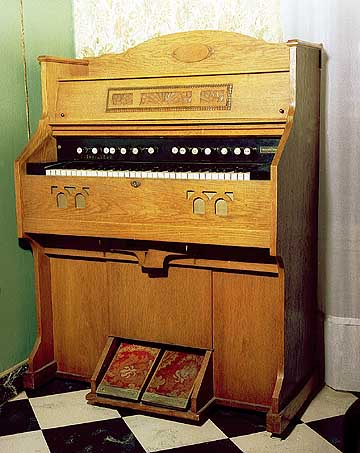
Harmònium holandès de 1930, amb registres de tirador

Registre - o joc- entès com un conjunt de tubs d'un orgue que tenen una sonoritat semblant; cada un d'ells produeix una nota concreta, de manera que cada registre de l'orgue -en general- consta de tants tubs com tecles té el teclat al qual aquest registre està associat.
L'organista selecciona, amb algun tipus de comandament -normalment una plaqueta, una corredera o un tirador, en si mateix també anomenat popularment 'registre'- situat prop del teclat, a la consola, selecciona el o els registres que vol que en cada moment sonin. D'aquesta manera, bo i combinant-los, posa en joc totes les possibilitats tímbriques de l'instrument; d'alguna manera, es pot dir que l'orgue pot emetre tantes tipologies de sons com registres tingui, i com combinacions de dos o més registres pugui fer.
Els registres s'anomenen basant-se en tres elements: 
- - Segons la llargada del tub més llarg (corresponent a la nota és greu que pot emetre) mesurada en peus,
  - Un nom que remet a l'instrument (gamba, per viola de gamba, corneta, etc.) que imita o l'efecte (tremolo, ...) que produeix, i/o
  - Un interval, en el cas dels registres afinats a un interval determinat en respecte del so fonamental.

En són exemple: flautat 8', clarí 4', dotzena, vint-i-dosena, veu humana 8', plens, ...
En general, els registres o jocs de l'orgue es divideixen en dos grans grups, segons que la vibració de l'aire es produeixi per mitjà d'un bisell o per mitjà d'una llengüeta. Els primers s'anomenen jocs de boca, i els segons llengüeteria.
En algunes tradicions s'han utilitzat i es continuen utilitzant els anomenats jocs partits. En aquest cas, un registres corresponen a la meitat superior del teclat i els altres a la meitat inferior. Aquesta tècnica, especialment interessant en el cas dels orgues d'un sol teclat, permet independitzar tímbricament les melodies -o acompanyaments- que s'esdevenen simultàniament a la regió aguda i a la greu.
Per influència dels registres de l'orgue, altres instruments de teclat han adoptat tècniques semblants:
- L'harmònium també té diferents tipus de llengüetes lliures que li permeten sonar amb timbres diferents.
- El clavicèmbal va desenvolupar un mecanisme -accionat també amb tiradors o, a voltes, amb els genolls- que permetia una sonoritat diferent, ja fos canviant els plectres, jugant amb els apagadors, etc.
- Els pedals que han quedat definitivament incorporats al piano també responen a aquesta mateixa idea.
- Els teclats electrònics, principalment els sintetitzadors, fan de la diversitat de timbres un dels seus elements essencials, si bé la selecció sovint es fa amb altres sistemes (teclats numèrics ...) i no s'utilitza el mot registre.